# Miami PanAm International 2006
Die Miami PanAm International 2006 im Badminton fanden vom 27. bis zum 29. April 2006 statt.

## Sieger und Platzierte
| Disziplin    | Gold                            | Silber                        | Bronze                               |
| ------------ | ------------------------------- | ----------------------------- | ------------------------------------ |
| Herreneinzel | Kasper Ødum                     | Christian Lind Thomsen        | Stephan Wojcikiewicz                 |
| Herreneinzel | Kasper Ødum                     | Christian Lind Thomsen        | Scott Evans                          |
| Dameneinzel  | Nina Weckström                  | Agnese Allegrini              | Solenn Pasturel                      |
| Dameneinzel  | Nina Weckström                  | Agnese Allegrini              | Shannon Pohl                         |
| Herrendoppel | William Milroy Mike Beres       | Martyn Lewis Matthew Hughes   | Leon Aabenhus Christian Lind Thomsen |
| Herrendoppel | William Milroy Mike Beres       | Martyn Lewis Matthew Hughes   | Mathew Fogarty Dean Schoppe          |
| Damendoppel  | Amélie Felx Florence Lavoie     | Valérie Loker Sarah MacMaster | Alejandra Monteverde Tammy Sun       |
| Damendoppel  | Amélie Felx Florence Lavoie     | Valérie Loker Sarah MacMaster | Jie Meng Cynthia Calderon            |
| Mixed        | Leon Aabenhus Mette Schjoldager | Mike Beres Valérie Loker      | William Milroy Tammy Sun             |
| Mixed        | Leon Aabenhus Mette Schjoldager | Mike Beres Valérie Loker      | Kevin Cordón Alejandra Monteverde    |